# 雪人航空691号班机空难
雪人航空691號班機是一趟從特里布萬國際機場飛往博卡拉国际机场的定期客運航班，2023年1月15日，執行該航班的ATR 72-500於博卡拉機場降落時墜毀。事故發生時，客機上共搭載72人，包括68名乘客和4名機組人員，事故造成机上72人全部死亡，成为1992年巴基斯坦國際航空268號班機墜毀以來尼泊爾發生的最嚴重空難。该事故死亡人数超过了美鹰航空4184号班机和加勒比区域航空883号班机，成为涉及ATR72系列飞机的最严重空难。

## 涉事飛機
空難中墜毀的飛機為一架機齡15年的ATR 72-500，生產序列號為754，註冊編號為9N-ANC。該機首先於2007年交付翠鳥航空，註冊編號當時為VT-KAJ。2013年，該機轉手至皇雀航空，其後於2019年交付雪人航空。

## 事故經過
该航班于上午10:33从加德满都布万国际机场起飞。事故发生前飞机正在博卡拉国际机场短五边进近，在塞蒂甘达基河岸边坠毁。 据地面人员拍摄的视频显示，飞机在坠毁前突然向左倾斜。 另一段视频来自飞机上的一名名叫Sonu Jaiswal的乘客在降落前断开飞行模式在Facebook直播时的录像。该视频显示，乘客在撞击前几秒钟才意识到飞机将要坠毁。
此次事故发生在甘达基省，位于旧博卡拉机场和新建的博卡拉国际机场之间，该机场在事故发生两周前启用，也是此次航班的目的地。这起事故导致机上72人全数遇难，是尼泊尔自1992年巴基斯坦国际航空公司268航班坠毁以来最严重的航空事故，亦是尼泊尔最严重的航空事故，也是ATR72系列最致命事故。
据博卡拉国际机场的一位发言人称，空中交通管制部门批准该航班在30号跑道上降落，但在坠机前几分钟，机长要求使用12号跑道。尼泊尔民航局的一位发言人表示：“事发当天天气晴朗；根据初步信息，坠机的原因是飞机的技术问题。”
Flightradar24称，在飞行期间，该涉事飞机设备老旧导致其ADS-B数据一直在传输不准确的速度和高度数据。

## 乘客和机组人员
機上共有68名乘客和4名機組人員，包括五十三名尼泊爾人、五名印度人、四名俄羅斯人、一名愛爾蘭人、兩名韓國人、一名澳大利亞人、一名法國人和一名阿根廷人。乘客中有兩名嬰兒。
这趟航班由高級机长卡迈勒·卡特里切特里（Kamal KC）和副驾驶安朱·卡蒂瓦达（Anju Khatiwada）。卡蒂瓦达的丈夫迪帕克-波克雷尔（Dipak Pokhrel）也曾是雪人航空的飞行员，但在2006年雪人航空DHC-6双水濑空难中死亡。卡蒂瓦达将在完成本次航班任务后获得机长资格。
| 国籍   | 乘客 | 机组 | 合计 | 來源   |
| ------ | ---- | ---- | ---- | ------ |
| 尼泊尔 | 53   | 4    | 57   | [ 23 ] |
| 印度   | 5    | 0    | 5    | [ 24 ] |
| 俄羅斯 | 4    | 0    | 4    | [ 25 ] |
|        | 2    | 0    | 2    | [ 26 ] |
| 爱尔兰 | 1    | 0    | 1    | [ 27 ] |
| 阿根廷 | 1    | 0    | 1    | [ 28 ] |
|        | 1    | 0    | 1    | [ 29 ] |
| 法國   | 1    | 0    | 1    | [ 30 ] |
| 合计   | 68   | 4    | 72   |        |

## 反应

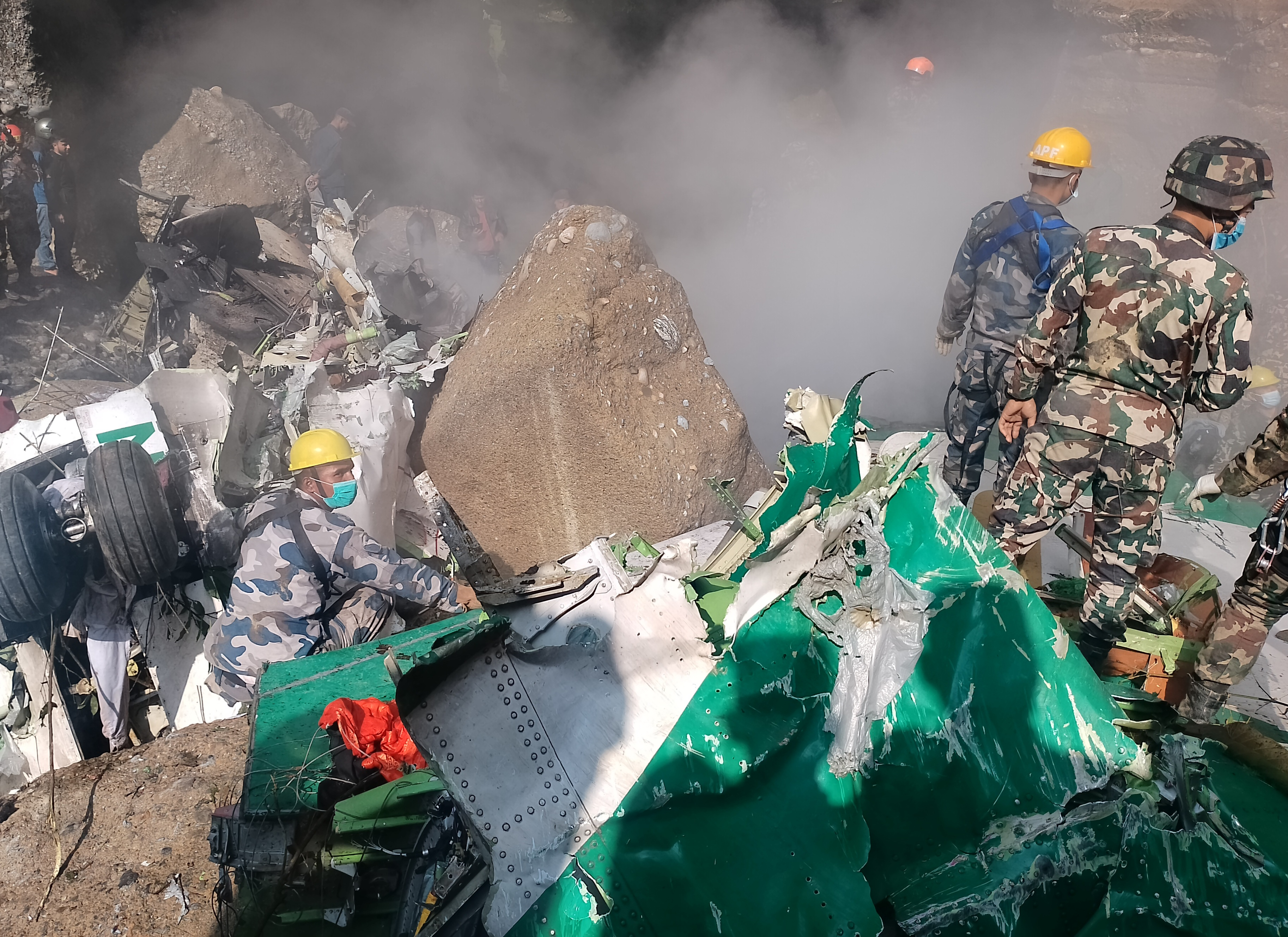
事故现场

机场在当局开始救援行动后关闭。事件发生后，尼泊尔政府就此召开内阁紧急会议。印度航空部长乔蒂拉迪亚·辛迪亚就此事表示哀悼，同时印度使馆临时开设求助热线传达资讯。
雪人航空取消了次日的所有定期航班以表示对遇难乘客的哀悼。次日，飞机的飞行数据记录器被寻获。
1月16日，尼泊爾當局宣佈當天為全國哀悼日。

## 事故调查
一个由Nagendra Ghimire领导的五人调查委员将会代表尼泊尔政府调查这起事故，法国民航安全调查分析局也将协助调查。
阿米特·辛格是一名经验丰富的飞行员，也是印度安全事务基金会的创始人，他推测，在坠机前一刻和乘客Sonu Jaiswal在坠机过程中拍摄直播显示，飞机的机头明显偏高，然后左翼突然下陷，随后飞机跌出摄像头范围内，可能表明飞机已经失速。 一位发言人称，在飞机进近过程中，飞行员没有报告“任何不正常的情况”。
1月16日，飞行数据记录器和座舱通话记录器被找到，并无太大的损坏。应尼泊尔调查机构的要求，这两个记录器将被送往新加坡解码。
1月17日，尼泊尔当局开始将遇难者遗体交还至家属。
2023年2月8日，尼泊尔事故调查委员会报告称，经过对飞行数据记录器和座舱通话记录器的数据分析后，得出的是两个引擎的螺旋桨在飞机进入博卡拉（PKR/VNPK）的五边时发生顺桨。
2023年12月29日，尼泊爾政府委任的調查委員會發佈調查最終報告指，空難很可能是因飛行員的人爲失誤導致。事發時，機組人員在飛行中錯誤地將兩個控制桿移到了順槳位置，從而導致飛機引擎不產生推力；當飛機因此發出警報聲時，機組人員也未能及時糾正，因此導致飛機墜毀。報告也指，墜毀的原因也包括了缺乏適當的培訓，加上工作的壓力及不遵守操作程序等。報告也補充，客機的狀況良好，沒有已知的缺陷，而駕駛人員也有當地合格的飛行資格。

## 類似空難事故
- 復興航空235號班機空難